# Congjiang
Congjiang (en chino, 从江县; pinyin, Cóngjiāng, léase Dsong-Chiáng) es un condado bajo la administración directa de la Prefectura Qiandongnan en la Provincia de Guizhou, República Popular China.  Su área es de 3224 km² y su población total para 2010 superó los 290 mil habitantes.

## Administración
Desde julio de 2020, el  condado Congjiang se divide en 19 pueblos que se administran en 12 poblados, 4 villas y 3 villas étnicas. 

## Toponimia e historia
Durante la Dinastía Ming (1426-1435) recibió el nombre Fulu por su ubicación a orillas del río Fulu (福禄江). Según las "Crónicas de la Prefectura de Liping" en aquella época, Liang Weiqian y Hei Dahan lideraron al pueblo para rebelarse contra el brutal gobierno de la dinastía feudal y Lu Chuanglang dirigió varios ejércitos para reprimirla. Después de que fue pacificada, quedó bajo la jurisdicción de la Prefectura Liping. En 1442 se cambió el nombre a Yongcong, que significa obediencia eterna.
Al río que baña y divide la ciudad en norte-sur se llama Duliu (都柳江), de ahí el nombre Xiajiang (下江) "río abajo".
En 1941, el condado de Yongcong fue eliminado y se estableció el condado de Congjiang, que recibió el nombre de YongCong y XiaJiang, de ahí el nombre de Congjiang.